# Flumenthal
Flumenthal es una comuna suiza del cantón de Soleura, situada en el distrito de Lebern. Limita al norte con las comunas de Hubersdorf y Attiswil (BE), al este con Wangen an der Aare (BE), al sur con Deitingen, y al oeste con Riedholz.